# Thessalien
Thessalien (græsk: Θεσσαλία, Thessalía; oldgræsk dialekt: Πετθαλία, Petthalía) er en traditionel geografisk og moderne administrativ region i Grækenland. Den omfatter størstedelen af antikkens region med samme navn. Før de mørke århundreder i Oldtidens Grækenland (1100-800 f.Kr.) var Thessalien kendt som Aeolien (græsk: Αἰολία), og bliver nævnt således i Homers Odysseen.
Thessalien er administrativt et af de 13 Periferier i Grækenland, og er opdelt i de regionale enheder (tidligere præfekturer)  Karditsa, Larisa,  Magnesia, Trikala og Sporaderne (tidligere del af præfekturet Magnesia).
28. februar 2023 skete der en kollision mellem et passagertog og et godstog i regionen.

## Større byer
- Kardítsa (Καρδίτσα)
- Lárisa (Λάρισα)
- Néa Ionía (Νέα Ιωνία)
- Tríkala (Τρίκαλα)
- Vólos (Βόλος)
- Elassona (Ελασσόνα)
- Farsala (Φάρσαλα)